# Allegra (Gruss)
Allegra (seltener und besonders im Oberengadin die adverbielle Form: „allegramaing!“) ist ein rätoromanischer Gruss, der in der Zeit zwischen frühem Vormittag und spätem Nachmittag gesprochen wird. Er kommt dort zur Anwendung, wo sich sozial gleichgestellte Personen begegnen.
Das Spezifikum ist der sprachliche Gehalt. Zu übersetzen ist der Gruss mit „Freue (dich)!“. Er ist also – ähnlich dem neugriechischen χαίρετε! – eine performative Sprachhandlung, die dem Gegrüssten Freude zuspricht und das Gewünschte im Vollzug des Sprechens in Kraft setzt.
Der Gruss ist im Engadin und im Münstertal in den ladinischen Idiomen Vallader, Puter und Jauer im Gebrauch und wird immer öfters auch im restlichen Graubünden angewendet.
„Allegra!“  ist die übrig gebliebene Kurzformel des ursprünglichen „Cha Dieu ans allegra!“ (deutsch: möge Gott uns erfreuen!).